# Ensign
Ensign és una població dels Estats Units a l'estat de Kansas. Segons el cens del 2000 tenia 203 habitants.

## Demografia
Segons el cens del 2000, Ensign tenia 203 habitants, 72 habitatges, i 55 famílies. La densitat de població era de 279,9 habitants/km².
Dels 72 habitatges en un 33,3% hi vivien nens de menys de 18 anys, en un 69,4% hi vivien parelles casades, en un 4,2% dones solteres, i en un 23,6% no eren unitats familiars. En el 16,7% dels habitatges hi vivien persones soles el 12,5% de les quals corresponia a persones de 65 anys o més que vivien soles. El nombre mitjà de persones vivint en cada habitatge era de 2,82 i el nombre mitjà de persones que vivien en cada família era de 3,22.
Per edats la població es repartia de la següent manera: un 26,6% tenia menys de 18 anys, un 8,9% entre 18 i 24, un 25,6% entre 25 i 44, un 26,1% de 45 a 60 i un 12,8% 65 anys o més.
L'edat mediana era de 36 anys. Per cada 100 dones de 18 o més anys hi havia 98,7 homes.
La renda mediana per habitatge era de 48.438 $ i la renda mediana per família de 56.250 $. Els homes tenien una renda mediana de 31.071 $ mentre que les dones 17.292 $. La renda per capita de la població era de 35.637 $. Entorn del 5,8% de les famílies i l'11% de la població estaven per davall del llindar de pobresa.

## Poblacions més properes
El següent diagrama mostra les poblacions més properes.